# 頌堪河
頌堪河（音素換寫：Mæ̀n̂ả s̄ngkhrām，皇家轉寫：Maenam songkhram，發音：[mɛ̂ː.náːm sǒŋ.kʰrāːm]），是泰國東北部的一條河流，為湄公河的支流。它起源於烏隆府農漢縣和沙功那空府沙旺殿丁縣之間的山丘。它流經沙功那空府和烏隆府、汶干府、那空拍儂府的邊界，然後流進那空拍儂府境內北部，最終在那空拍儂府塔烏廷縣的Tambon Chai Buri注入湄公河。它全長420公里（260英里）。
頌堪河是泰國東北部較重要但鮮為人知的河流之一。它是泰國最後一個沒有阻礙河流流動的湄公河支流。魚可以從湄公河自由地遊入頌堪河，並將其用作產卵場。這為魚類提供了來源補充，這些魚類是湄公河流域居民不可或缺的食物來源。